# Dothidea rugodisca
Dothidea rugodisca är en svampart som beskrevs av Cooke & Harkn. 1881. Dothidea rugodisca ingår i släktet Dothidea och familjen Dothideaceae.   Inga underarter finns listade i Catalogue of Life.